# Limanda aspera
Espèce
Statut de conservation UICN

 LC  : Préoccupation mineure

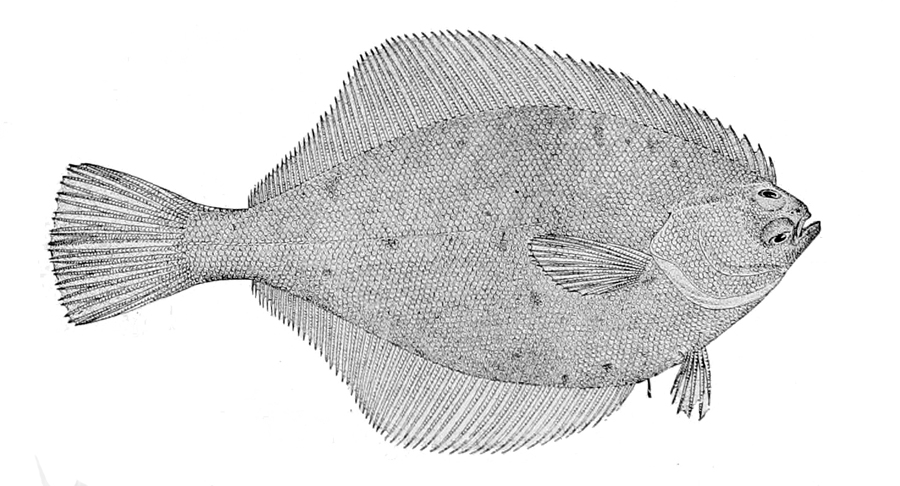
Dessin de 1906.

Limanda aspera est une espèce de poissons appartenant à la famille des Pleuronectidae. Il est originaire des eaux tempérées de l'océan Pacifique.

## Répartition
Ce taxon se rencontre dans les pays suivants : Canada, Corée du Nord, Corée du Sud, Japon, Russie, États-Unis.

## Mode de vie
Il se nourrit de polychètes, de mollusques et d'ophiures.
Il est la proie de Cottoidea, du flétan du Pacifique, de la morue du Pacifique et de Reinhardtius stomias.

## Systématique
Le nom valide complet (avec auteur) de ce taxon est Limanda aspera (Pallas, 1814).
Limanda aspera a pour synonymes :
- Limanda asprella Hubbs, 1915

- Pleuronectes asper Pallas, 1814

## Publication originale
- Pallas, P. S. (1814). Zoographia Rosso-Asiatica, sistens omnium animalium in extenso Imperio Rossico et adjacentibus maribus observatorum recensionem, domicilia, mores et descriptiones anatomen atque icones plurimorum.3 vols.[1811-1814]. Academia Scientiarum, Petropolis [Sankt Petersburg]. v. 3: i-vii + 1-428 + index (I-CXXV), Pls. 1, 13, 14, 15, 20 and 21.